# Rákosi-kormány
A Rákosi-kormány volt az 1952. augusztus 14. és 1953. július 4. közötti szűk egy évben Magyarország kormánya, hivatalos elnevezéssel a Magyar Népköztársaság Minisztertanácsa Rákosi Mátyásnak, a Magyar Dolgozók Pártja főtitkárának vezetése alatt.
E kormány alatt létezett egyidejűleg a legtöbb minisztérium Magyarországon, és ez volt Magyarország legnagyobb létszámú kormánya is (eltekintve a Forradalmi Kormányzótanácstól, melyben azonban egy-egy tárca élén több népbiztos állt egyszerre): 1952. december 6. és 1953. július 4. között a 31 tagú kormány 26 minisztérium munkáját irányította.
Összességében 325 napos működése során a Rákosi-kormánynak 33 tagja volt.

## Politikája
A Rákosi-kormány működésének első időszaka a Rákosi-rendszer csúcspontjának tekinthető. Rákosi, aki ekkor már évek óta az ország tényleges vezetője volt, személyében egyesítette a kommunista párt és az állam legfontosabb tisztségeit, közel egy évig volt egyidejűleg az MDP főtitkára és a Minisztertanács elnöke. Azonban kormányának a Sztálin halálát (1953. március 5.) követő második időszaka végül első, részleges bukásához vezetett 1953 nyarán, amikor Nagy Imre követte őt a miniszterelnöki székben első miniszterelnöki időszakát megkezdve.
Az egypártrendszer keretei között a Rákosi-kormány tagjai természetesen valamennyien az MDP tagjai vagy a kommunistákat támogató pártonkívüliek voltak. Az utóbbiak a háborút követő években a volt koalíciós pártoknak a kommunistákkal együttműködő szárnyához tartoztak: Bognár József az FKgP, Darvas József és Erdei Ferenc pedig a Nemzeti Parasztpárt színeiben politizált korábban. Nem volt azonban a kormánynak egyetlen olyan tagja sem, aki az MDP-be beolvadt baloldali szociáldemokratákat képviselte volna: őket a kollaboráns kisgazdákkal és parasztpártiakkal szemben a Rákosi-rendszer éveiben lényegében teljesen kiszorították a vezetésből, sokukat koncepciós perek után bebörtönözték és csupán hírmondónak maradt néhány kevésbé fontos poszton egy-egy képviselőjük, például Rónai Sándor.

## Összetételének változásai

### Megalakulása
A Rákosi-kormány megalakulása tulajdonképpen egyetlen változást jelentett a minisztertanács összetételében a megelőző Dobi-kormányhoz képest: Rákosi Mátyás – aki addig Dobi István egyetlen helyettese volt – átvette az Elnöki Tanács elnökévé megválasztott elődjének helyét a kormány élén. (A volt kisgazda Dobi az Elnöki Tanács élén a volt szociáldemokrata Rónai Sándor helyét vette át, aki viszont az Országgyűlés elnöke lett.) Gerő Ernő államminiszter és a 23 minisztérium vezetője kivétel nélkül a helyén maradt, elnökhelyettest pedig nem választottak, így a Rákosi-kormány tagjainak száma kezdetben 25 fő volt.

### Kormányátalakítás 1952. november 14-én
A kormány jelentős átalakítására 1952. november 14-ével került sor. Ettől kezdve a minisztertanácsnak öt elnökhelyettese volt. Közülük négyen előzőleg miniszterek voltak (Gerő Ernő államminiszter, Házi Árpád belügy-, Kiss Károly külügy- és Nagy Imre begyűjtési miniszter), Hidas István pedig a Budapesti Pártbizottság titkára volt. A minisztériumok száma és elnevezése most sem változott. A tárcák vezetésében csak annyi változás történt, hogy a miniszterelnök-helyettessé megválasztottak helyét részben új személyekkel töltötték be. A begyűjtési miniszter Tisza József lett, aki előzőleg az Országos Tervhivatal elnökhelyettese volt, a Belügyminisztérium élére pedig Györe József Szabolcs-Szatmár megyei MDP-titkár került. A külügyminiszter Molnár Erik addigi igazságügy-miniszter lett, míg az ő helyét addigi első helyettese, Décsi Gyula vette át. Államminisztert nem választottak Gerő helyére és ez a poszt 1956. októberéig betöltetlen maradt.
A kormányból tehát senki sem távozott, de négy új taggal 29 fősre bővült.

### Új minisztériumok szervezése 1952. december 6-án
1952. december 6-ával a minisztériumok száma hárommal nőtt. Önálló Felsőoktatási Minisztérium alakult, melynek vezetője Erdey-Grúz Tibor akadémikus, vegyészprofesszor, a Magyar Tudományos Akadémia főtitkára lett. A Kohó- és Gépipari Minisztérium kettévált Általános Gépipari Minisztériumra – melyet az addigi miniszter, Kossa István vezetett tovább – és Kohászati Minisztériumra – mely összesen hét hónapig létezett és ezalatt nem is volt önálló minisztere, hanem a középgépipari miniszter, Zsofinyecz Mihály irányította „ideiglenesen” –, a Bánya- és Energiaügyi Minisztériumból pedig Vegyipari Minisztérium vált ki a mindössze 31 esztendős Szabó Gergely vegyészmérnök, a NÉKOSZ volt főtitkára vezetésével.
Ezzel a Rákosi-kormány elérte legnagyobb létszámát, összesen 31 fős volt, miközben az egyik miniszter két minisztériumot is irányított. A 26 minisztérium közül kilenc az ipar különböző ágazataiért volt felelős.

### További személyi változások
A későbbiekben további két személyi változásra került sor. Décsi Gyulát, aki 1950-ben kezdődött igazságügy-minisztériumi tevékenysége előtt az ÁVH alezredese volt, két hónapnyi miniszterkedés után 1953. január 16-án letartóztatták és helyére február 2-án Kovács Béla került. Ratkó Anna egészségügyi minisztert április 18-án váltották le, a későbbiekben szakszervezeti tisztségeket töltött be, utóda Zsoldos Sándor, a Somogy Megyei Tanács egészségügyi osztályvezetője lett.

## A Rákosi-kormánynak a Nagy Imre-kormányból kimaradt tagjai
A leköszönő kormány tagjainak egy része vezető párttisztségeket töltött be a továbbiakban. Rákosi Mátyás a Minisztertanács elnöki tisztségét az MDP főtitkári tisztsége mellett látta el, e kettő közül az utóbbit megtartotta. Kiss Károly miniszterelnök-helyettes, aki 1946-tól 1957-ig megszakítás nélkül az MKP, az MDP majd az MSZMP Központi Ellenőrző Bizottságának (KEB) elnöke volt, most elvesztett kormányzati tisztségeit ezzel együtt töltötte be. Farkas Mihály honvédelmi miniszter, Rákosi leghűségesebb szövetségeseinek egyike, aki júniusban kikerült a Politikai Bizottságból is, átmenetileg semmilyen tisztséget sem kapott. Moszkvai kapcsolatait is felhasználva azonban hamarosan az új irányvonal és személyesen Nagy Imre hívéül szegődött, és már augusztusban visszakerült a PB-be és a KV titkára lett.
A kormányból kikerült politikusok egy része magas állami tisztségeket kapott kárpótlásul: Molnár Erik külügyminisztert az új kormány megalakulásának napján az Országgyűlés a Legfelsőbb Bíróság elnökévé választotta, Révai József népművelési minisztert pedig az Elnöki Tanács helyettes elnökévé.
A kieső kormánytagok legnagyobb része azonban a minisztériumokban illetve egyéb kormányszervekben töltött be magas tisztségeket a továbbiakban is. Két volt kormánytag a kormánynak alárendelt központi hivatal irányítójaként folytatta a munkáját: Házi Árpád miniszterelnök-helyettes az Állami Ellenőrzési Központ elnöke lett (e tisztséget már 1949-51-ben is betöltötte), Kossa István általános gépipari miniszter pedig a Munkaerő-tartalékok Hivataláé. A leköszönő miniszterek közül négy az új összevont minisztériumokban első miniszterhelyettesként dolgozott tovább. (1951. január 27-étől az államtitkári tisztség megszűnt, ennek helyébe lépett a miniszter első helyettese.) Apró Antal építőanyag-ipari miniszter az Építésügyi Minisztériumban, Czottner Sándor bánya- és energiaügyi miniszter a Nehézipari Minisztériumban, Katona Antal postaügyi miniszter a Közlekedés- és Postaügyi Minisztériumban, Szabó János, a helyi ipar minisztere pedig a Könnyűipari Minisztériumban lett a miniszter első helyettese. Három volt miniszter (nem első) miniszterhelyettes lett: Györe József belügyminiszter a korábbi tárcájánál, Szabó Gergely vegyipari miniszter az összevont Nehézipari Minisztériumban, Szobek András külkereskedelmi miniszter pedig a Bel- és Külkereskedelmi Minisztériumban. Kovács Béla igazságügy-miniszter (aki bányászból lett hadbíró egyéves akadémia elvégzése után 1950-ben) augusztustól a Honvédelmi Minisztérium igazságügyi csoportfőnöke lett.

## Tagjainak listája
| A minisztertanács elnöke                                    | Rákosi Mátyás | MDP       |
| Államminiszter (1952. november 14-éig)                      | Gerő Ernő | MDP       |
| A minisztertanács elnökhelyettesei (1952. november 14-étől) | Gerő Ernő Házi Árpád Hidas István Kiss Károly Nagy Imre                                                                    | MDP       |
| Állami gazdaságok és erdők minisztere                       | Hegedüs András | MDP       |
| Általános gépipari miniszter (1952. december 6-ától)        | Kossa István | MDP       |
| Bánya- és energiaügyi miniszter                             | Czottner Sándor | MDP       |
| Begyűjtési miniszter                                        | Nagy Imre (1952. november 14-éig) Tisza József (1952. november 14-étől)                                                    | MDP       |
| Belkereskedelmi miniszter                                   | Bognár József | (FKgP)    |
| Belügyminiszter                                             | Házi Árpád (1952. november 14-éig) Györe József (1952. november 14-étől)                                                   | MDP       |
| Egészségügyi miniszter                                      | Ratkó Anna (1953. április 18-áig) Zsoldos Sándor (1953. április 18-ától)                                                   | MDP       |
| Élelmiszeripari miniszter                                   | Altomáré Iván | MDP       |
| Építésügyi miniszter                                        | Szíjártó Lajos | MDP       |
| Építőanyag-ipari miniszter                                  | Apró Antal | MDP       |
| Felsőoktatási miniszter (1952. december 6-ától)             | Erdey-Grúz Tibor | MDP       |
| Földművelésügyi miniszter                                   | Erdei Ferenc | (NPP)     |
| A helyi ipar minisztere                                     | Szabó János | MDP       |
| Honvédelmi miniszter                                        | Farkas Mihály | MDP       |
| Igazságügy-miniszter                                        | Molnár Erik (1952. november 14-éig) Décsi Gyula (1952. november 14. – 1953. február 2.) Kovács Béla (1953. február 2-ától) | MDP       |
| Kohászati miniszter (1952. december 6-ától)                 | Zsofinyecz Mihály (középgépipari miniszterként megbízva a minisztérium vezetésével)                                        | MDP       |
| Kohó- és gépipari miniszter (1952. december 6-áig)          | Kossa István | MDP       |
| Könnyűipari miniszter                                       | Kiss Árpád | MDP       |
| Középgépipari miniszter                                     | Zsofinyecz Mihály | MDP       |
| Közlekedésügyi miniszter                                    | Bebrits Lajos | MDP       |
| Közoktatásügyi miniszter                                    | Darvas József | MDP (NPP) |
| Külkereskedelmi miniszter                                   | Szobek András | MDP       |
| Külügyminiszter                                             | Kiss Károly (1952. november 14-éig) Molnár Erik (1952. november 14-étől)                                                   | MDP       |
| Népművelési miniszter                                       | Révai József | MDP       |
| Pénzügyminiszter                                            | Olt Károly | MDP       |
| Postaügyi miniszter                                         | Katona Antal | MDP       |
| Vegyipari miniszter (1952. december 6-ától)                 | Szabó Gergely | MDP       |